# Vimara Peres
Vímara Peres (ur. ok. 820 w Galicji, zm. w 873 Guimarães,) – hrabia Portugalii. Był chrześcijańskim arystokratą z zachodniej części Półwyspu Iberyjskiego. Był wasalem króla Asturii, Leónu i Kastylii Alfonsa III, przez którego został posłany na podbój zajętych przez Maurów ziem zachodniego wybrzeża Galicji, pomiędzy rzekami Miño i Duero wraz z miastem Portus Cale, późniejszym Porto, od którego wzięła nazwę późniejsza Portugalia (Portucale). Po zdobyciu ziem na północ od Duero, w 868, ogłosił się pierwszym hrabią Portugalii. Późniejsi historycy portugalscy uznali to za pierwszy krok ku powstaniu państwa portugalskiego, chociaż uzyskało ono niepodległość dopiero w XII wieku. Vimara Peres założył i ufortyfikował miasto nazwane od jego imienia Vimaranis, obecne Guimarães, zwane kolebką Portugalii. Vímara Peres zmarł w 873 w Guimarães. Jego syn, Lucídio Vimaranes (Lucídio, syn Vímary), został kolejnym hrabią Portugalii.